# Binsförth
Binsförth ist ein Ortsteil der Gemeinde Morschen im nordhessischen Schwalm-Eder-Kreis.

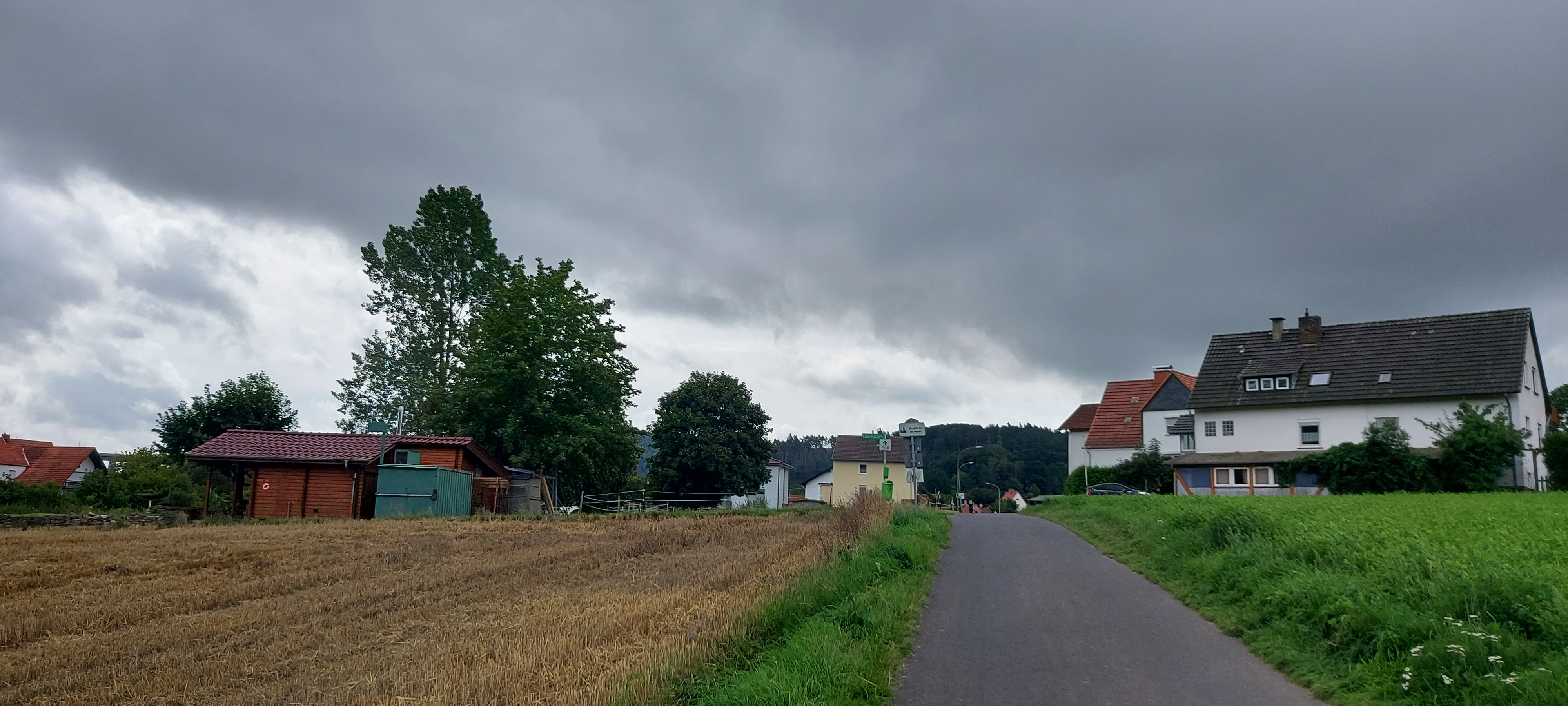
Ortsansicht Binsförth von Süden am Fuldaradweg

## Geographie
Das Dorf Binsförth liegt zwischen Beiseförth und Neumorschen in der Nähe der B 83 ca. 7 km südlich von Melsungen an der Fulda. Die Fulda macht einen Bogen um das Dorf, sodass es in der Flussaue liegt. Östlich des Ortes überquert die Fuldatalbrücke Morschen den Fluss. In der Umgebung erheben sich kleinere Hügel, die Ausläufer des Knüllgebirges. Der Fulda-Radweg führt durch den Ort.

## Geschichte

### Ortsgeschichte
Die älteste bekannte schriftliche Erwähnung von Binsförth erfolgte im Jahr 1263 unter dem Namen Binsfurt in einer Urkunde des Klosters Haydau. Weitere Erwähnungen erfolgten unter den Ortsnamen (in Klammern das Jahr der Erwähnung): Binsforte, Binnisforte (1270), Bindisvorte  (1330), Bynsport (1353), Bynsforte (1414), Binsfurth (1540), Binsfort (1585) und Binsfurth (1708/10). Es gab dort eine kleine Burg Binsförth zum Schutz einer Fuldafurt. Gleichzeitig wird in Binsförth ein Pfarrer genannt. Die Namensgebung stammt von der sich an dieser Stelle befindlichen Furt über die Fulda.
Die Kirche in Binsförth wurde 1554 erstmals erwähnt, könnte aber schon Ende des 14. Jahrhunderts entstanden sein.
Hessische Gebietsreform (1970–1977)
Zum 1. April 1972 wurde die bis dahin Selbständige Gemeinde Binsförth im Zuge der Gebietsreform in Hessen auf freiwilliger Basis in die Gemeinde Altmorschen eingegliedert. Die Gemeinde Morschen wurde im am 1. Januar 1974 kraft Landesgesetz durch den Zusammenschluss der bis dahin eigenständigen Gemeinden Altmorschen, Heina, Konnefeld und Neumorschen gebildet.
Altmorschen wurde Sitz der Gemeindeverwaltung. Gleichzeitig mit dem Zusammenschluss zur Gemeinde Morschen wechselte diese in den neu gebildeten Schwalm-Eder-Kreis.
Für alle ehemaligen Gemeinden von Morschen wurden Ortsbezirke mit Ortsbeirat und Ortsvorsteher nach der Hessischen Gemeindeordnung gebildet.

### Jüdischer Friedhof

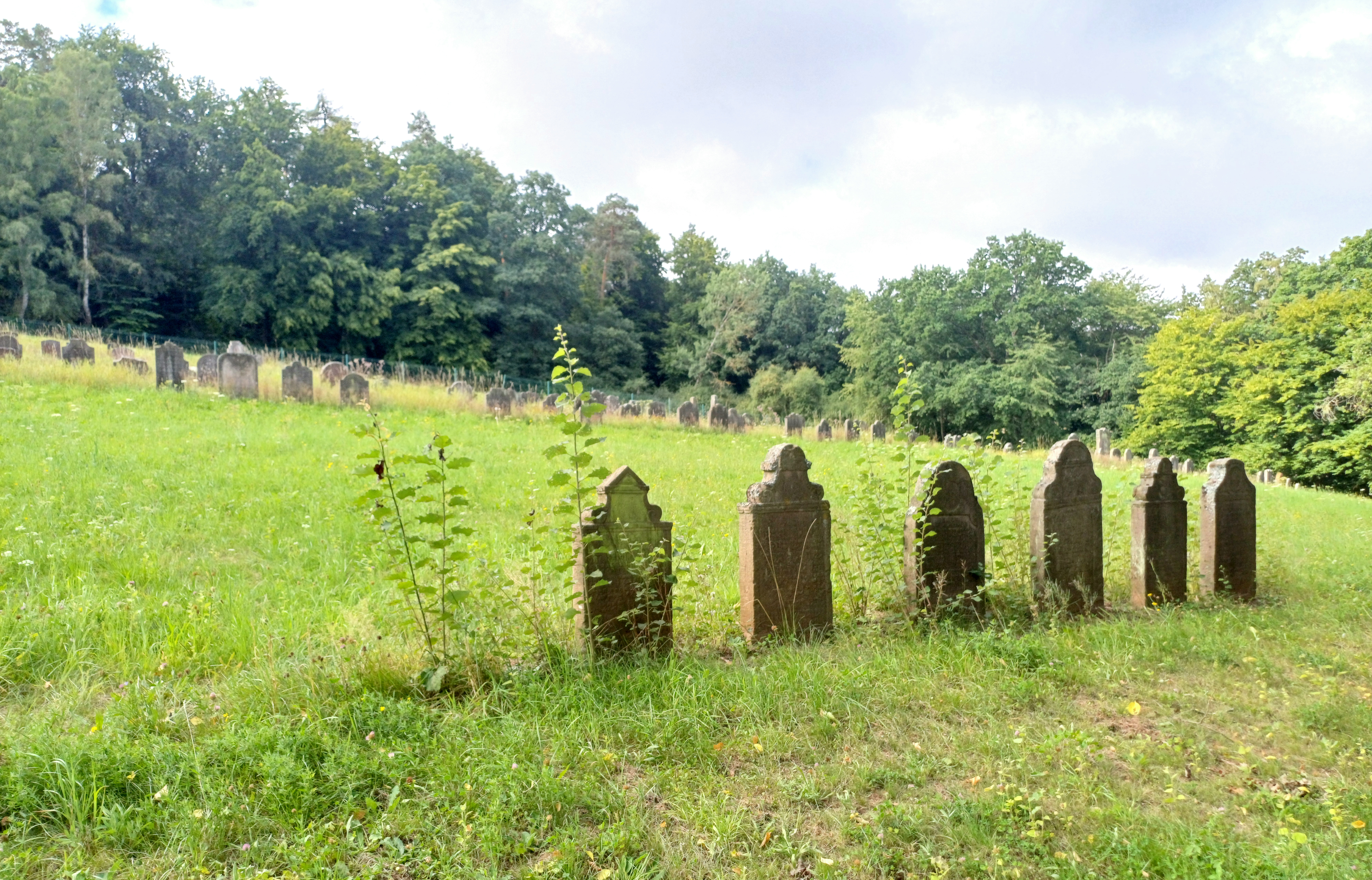
Jüdischer Friedhof Binsförth

Etwa 800 m südwestlich des Dorfs, am Nordhang der Wichter Höhe, liegt der jüdische Friedhof der in der NS-Zeit vernichteten einstigen jüdischen Gemeinde Beiseförth. Es ist der älteste jüdische Friedhof Nordhessens. Das Gelände wurde Mitte des 17. Jahrhunderts von den Herren von Baumbach, örtlichen Rittergutsbesitzern, der jüdischen Gemeinde von Beiseförth geschenkt, zu der auch die jüdischen Einwohner der Orte Binsförth, Malsfeld, Neumorschen und Rengshausen gehörten. Insgesamt sind heute noch 256 Grabsteine (Mazewot) aus der festgestellten Belegzeit von 1694 bis 1937 vorhanden.
In Binsförth selbst lebten mindestens seit 1835 und noch bis 1932/33 ein paar jüdische Familien. 1861 wurden 14 jüdische Einwohner gezählt, 1932/33 noch elf. Beim Novemberpogrom 1938 wurden die beiden erwachsenen jüdischen Männer des Dorfs in das Gestapo-Sammellager Breitenau bei Kassel verschleppt. Einer der beiden Familien gelang es noch 1940, über Italien in die USA zu emigrieren. Fünf der aus Binsförth stammenden Menschen wurden jedoch Opfer des Holocaust.

## Bevölkerung
Einwohnerstruktur 2011
Nach den Erhebungen des Zensus 2011 lebten am Stichtag, dem 9. Mai 2011, in Binsförth 270 Einwohner. Darunter waren 9 (3,3 %) Ausländer.
Nach dem Lebensalter waren 42 Einwohner unter 18 Jahren, 102 zwischen 18 und 49, 72 zwischen 36 und 64 und 51 Einwohner waren älter. Die Einwohner lebten in 114 Haushalten. Davon waren 24 Singlehaushalte, 27 Paare ohne Kinder und 45 Paare mit Kindern, sowie 18 Alleinerziehende und keine Wohngemeinschaften. In 24 Haushalten lebten ausschließlich Senioren und in 75 Haushaltungen lebten keine Senioren.
Einwohnerentwicklung
| • 1585: | 46 Haushaltungen |
| • 1747: | 61 Haushaltungen |

| Binsförth: Einwohnerzahlen von 1834 bis 2014 | Binsförth: Einwohnerzahlen von 1834 bis 2014 | Binsförth: Einwohnerzahlen von 1834 bis 2014 | Binsförth: Einwohnerzahlen von 1834 bis 2014 | Binsförth: Einwohnerzahlen von 1834 bis 2014 |
| --- | -------------------------------------------- | -------------------------------------------- | -------------------------------------------- | -------------------------------------------- |
| Jahr |                                              |                                              |                                              | Einwohner                                    |
| 1834 | 1834                                         |                                              | 453                                          | 453                                          |
| 1840 | 1840                                         |                                              | 453                                          | 453                                          |
| 1846 | 1846                                         |                                              | 522                                          | 522                                          |
| 1852 | 1852                                         |                                              | 455                                          | 455                                          |
| 1858 | 1858                                         |                                              | 452                                          | 452                                          |
| 1864 | 1864                                         |                                              | 432                                          | 432                                          |
| 1871 | 1871                                         |                                              | 386                                          | 386                                          |
| 1875 | 1875                                         |                                              | 393                                          | 393                                          |
| 1885 | 1885                                         |                                              | 390                                          | 390                                          |
| 1895 | 1895                                         |                                              | 363                                          | 363                                          |
| 1905 | 1905                                         |                                              | 353                                          | 353                                          |
| 1910 | 1910                                         |                                              | 350                                          | 350                                          |
| 1925 | 1925                                         |                                              | 369                                          | 369                                          |
| 1939 | 1939                                         |                                              | 376                                          | 376                                          |
| 1946 | 1946                                         |                                              | 524                                          | 524                                          |
| 1950 | 1950                                         |                                              | 501                                          | 501                                          |
| 1956 | 1956                                         |                                              | 417                                          | 417                                          |
| 1961 | 1961                                         |                                              | 380                                          | 380                                          |
| 1967 | 1967                                         |                                              | 335                                          | 335                                          |
| 1970 | 1970                                         |                                              | 337                                          | 337                                          |
| 1980 | 1980                                         |                                              | ?                                            | ?                                            |
| 1990 | 1990                                         |                                              | ?                                            | ?                                            |
| 2000 | 2000                                         |                                              | ?                                            | ?                                            |
| 2011 | 2011                                         |                                              | 270                                          | 270                                          |
| 2014 | 2014                                         |                                              | 262                                          | 262                                          |
| Datenquelle: Historisches Gemeindeverzeichnis für Hessen: Die Bevölkerung der Gemeinden 1834 bis 1967. Wiesbaden: Hessisches Statistisches Landesamt, 1968. Weitere Quellen: ; Gemeinde Morschen:; Zensus 2011 |                                              |                                              |                                              |                                              |

 Historische Religionszugehörigkeit
| • 1885: | 352 evangelische (= 95,65 %), 16 jüdische (= 4,35 %) Einwohner    |
| • 1961: | 344 evangelische (= 90,53 %), 34 katholische (= 8,95 %) Einwohner |

## Politik
Für Binsförth besteht ein Ortsbezirk (Gebiete der ehemaligen Gemeinde Binsförth) mit Ortsbeirat und Ortsvorsteher nach der Hessischen Gemeindeordnung.
Der Ortsbeirat besteht aus fünf Mitgliedern. Bei den Kommunalwahlen in Hessen 2021 betrug die Wahlbeteiligung zum Ortsbeirat 63,89 %. Alle Kandidaten gehörten der „Gemeinschaftsliste Binsförth“ an. Der Ortsbeirat wählte Frank Volke zum Ortsvorsteher.

## Sehenswürdigkeiten und Kultur
- Burganlage und Rittergut Binsförth: Besitzer waren einst die Herren von Binsförth, die nach 1439 im Mannesstamm ausstarben. Heute wird auf dem denkmalgeschützten ehemaligen Rittergut in Binsförth mit mittelalterlichen Burgresten ein Biohof betrieben.

- Im Zentrum des Dorfes liegt der Lindenplatz mit dem alten Backhaus, wo das jährliche Dorffest stattfindet.

## Vereine
- FV Eintracht Binsförth 1970 e. V.
- Schützenverein
- Posaunenchor

## Wirtschaft und Infrastruktur

### Fahrradseilbahn
Die Seilbahn über die Fulda zwischen Beiseförth und Binsförth ist seit Mai 2009 in Betrieb. Durch diese 50 m lange muskelkraftbetriebene "Fahrradseilbahn" werden gefährliche Straßen umgangen. Die Fahrt über die Fulda in 1,5 bis 2 m Höhe dauert etwa 5 Minuten, bei der die Gondel von dem Passagier per Handkurbel vorwärts bewegt werden muss. Die Seilbahn kann vom 1. April bis 1. November tagsüber außer bei Unwetter genutzt werden.

### Tourismus
Am Dorfausgang Richtung Beiseförth liegt der Reiterhof Bickel, der über eine kleine Pension und mehrere Pferde für Reitbesucher verfügt.
Am südöstlichen Ortseingang liegt das Rittergut Binsförth, das zurzeit von einem ökologischen Betrieb bewirtschaftet wird; dort wird jährlich am 3. Oktober ein Hoffest mit Markt veranstaltet. Auf dem Gelände des Gutshofs befinden sich die Reste der Burg Binsförth.